# Infektiöse Bovine Rhinotracheitis
Die Infektiöse Bovine Rhinotracheitis (IBR) ist eine virusbedingte Infektionskrankheit der Rinder. Der Name ergibt sich aus dem klinischen Erscheinungsbild, einer Rhinitis (Nasenentzündung) und Tracheitis (Luftröhrenentzündung). Im englischen Sprachraum wird die Krankheit auch „red nose“ („rote Nase“) genannt. Die Krankheit wird auch als Buchstabenseuche oder als IBR-IPV bezeichnet, wobei IPV für Infektiöse Pustulöse Vulvovaginitis steht.

## Ursache und Epidemiologie
Der Erreger der IBR ist das weltweit vorkommende Bovine Herpesvirus 1 (BHV1).
Eine Einschleppung des Erregers in BHV1-freie Betriebe erfolgt meist über den Zukauf von Tieren, welche klinisch gesund sind, aber das Virus latent in sich tragen. Eine indirekte Übertragung durch Personen, Gerätschaften und Instrumente ist ebenfalls möglich.
Bei latent infizierten Tieren kann es durch besondere Umstände zur Reaktivierung und somit zur Ausscheidung des Virus kommen. Solche Umstände sind z. B. Abkalbung, Transport, Zusammenbringen von vielen Tieren unterschiedlicher Herkunft auf engem Raum (so genanntes Crowding), Parasitosen, Impfungen sowie die Verabreichung von Glukokortikoiden.
Ein ständiges Virusreservoir bilden unter anderem Wildwiederkäuer.

## Pathogenese
Die Ansteckung mit dem BHV1 erfolgt durch eine Tröpfcheninfektion mit infektiösem Nasen-, Tränensekret oder Speichel. Während der Inkubationszeit von 2–6 Tagen vermehren sich die Viren in den Schleimhautzellen der oberen Atemwege und schädigen dabei selbige. Nach 2–3 Wochen kommt es zur Virusausscheidung über Nasen-, Tränensekret und Speichel. Entlang der Nerven (neuroaxonale Verbreitung) gelangt das Virus zum Ganglion des Nervus trigeminus. Über das Blut  kann der Erreger z. B. in Ovarien, Plazenta und Euter gelangen und zu Zyklusstörungen, Abort/Totgeburt oder Mastitis führen.
Durch Befall der Schleimhäute mit deren Schädigung werden Sekundärinfektionen ermöglicht. Hierbei sind vor allem Pasteurellen, Mykoplasmen, Parainfluenza-3-Virus und BVDV von Bedeutung.
Das Überstehen einer BHV1-Infektion führt zu Immunität, welche vor den klinischen Symptomen der IBR schützt, nicht aber vor einer Superinfektion mit BHV1.
Das Tier bleibt persistent latent infiziert (Rückzug in Nerven) und kann zu einem intermittierenden Ausscheider werden.

## Symptome
Die Erkrankung tritt in der Regel bestandsweise auf und verläuft gutartig. Beim Kalb führt der Befall mit Sekundärerregern jedoch häufig zu einem schweren Krankheitsverlauf mit diphtheroid-nekrotisierender Laryngotracheitis.
IBR äußert sich durch plötzlich einsetzende Inappetenz, Milchrückgang, hohes Fieber (42 °C), Nasenaus- und Tränenfluss sowie starkes Speicheln. Es tritt eine Rötung und Schwellung von Konjunktiven sowie Schleimhaut von Flotzmaul und des Naseneingangs ein. Eventuell kommt es zu Husten und einer erhöhten Atemfrequenz. Bei geringgradig erkrankten Tieren geht das Fieber innerhalb von 1–2 Tagen zurück. Eine vollständige Heilung erfolgt innerhalb von 1–2 Wochen.
Bei schwer erkrankten Tieren kommt es zu anhaltendem Fieber, übelriechendem mukopurolenten Nasenausfluss (schleimig-eitrig), Schleimhautulzerationen sowie starker Dyspnoe und Stridor. Solche Tiere können lange kränkeln, unwirtschaftlich werden, und auch plötzlich verenden.
BHV1-bedingte Aborte erfolgen meist um den 6.–8. Trächtigkeitsmonat, zum Teil einige Wochen bis Monate nach klinischer IBR.
Die BHV1-Infektion der Kälber ist bereits vor der Geburt im Mutterleib möglich, erfolgt aber eher während oder kurz nach der Geburt. Bei Kälbern werden drei Erkrankungsformen unterschieden. Die respiratorische Form äußert sich durch schleimig-eitrigen (mukopurulenten) Nasenausfluss, Tränen, Husten, krankhafte Atemgeräusche, erschwertes Abschlucken, Fieber und Tod innerhalb weniger Tage. Die digestive Form ist durch starken Durchfall mit hohem Fieber gekennzeichnet. Als generalisierte Form wird eine Kombination aus respiratorischer und digestiver Form bezeichnet. Sie ist besonders schwerwiegend und kann sehr rasch tödlich verlaufen.
In ungeimpften Milchviehherden wird eine mittlere Morbidität von 10 bis 30 % und eine Letalität von < 3 % angegeben. Bei ungeimpften Mastrindern beträgt die Morbidität bis zu 100 % und die Letalität bis zu 10 %. Bei Neugeborenen verläuft die BHV1-Infektion häufig tödlich.

## Diagnose
Ein Erregernachweis erfolgt durch Nasentupfer oder Nasenspülproben frisch erkrankter Tiere. Als Gewebeproben kommen Rachenlymphknoten, bei Kälbern Lebergewebe in Frage. Bei abortierten oder totgeborenen Kälbern kann ein Erregernachweis in den Kotyledonen erfolgen. Der Nachweis erfolgt mittels ELISA, Immunfluoreszenz oder PCR.
Differentialdiagnostisch kommen Enzootische Bronchopneumonie, BVD-MD, Maul- und Klauenseuche und Bösartiges Katarrhalfieber in Frage. Bei Kälbern sind zusätzlich Neugeborenendurchfall, Kälberdiphteroid und septisch verlaufende bakterielle Infektionen, wie beispielsweise Coliseptikämie, zu berücksichtigen.

## Therapie
Zur Verhinderung und Therapie von Sekundärinfektionen erfolgt eine parenterale Antibiotikagabe. Hohe Dosen und wiederholte Gaben von Antiphlogistika (v. a. Glukokortikoide) sind wegen der hiermit verbundenen Gefahr der Reaktivierung latenter BHV1-Infektionen zu vermeiden.

## Prophylaxe
Ein Zukauf von Tieren sollte nur aus amtlich anerkannten freien Beständen erfolgen. Optimierte Haltungsbedingungen verhindern Stressreaktionen und somit eine Reaktivierung bei latent infizierten Tieren. BHV1-positive Reagenten dürfen keine Glukokortikoide verabreicht bekommen. Eine regelmäßige Impfung mit amtlich zugelassener BHV1-Vakzine schützt vor der Erkrankung. Es wird dazu eine Glycoprotein E (gE) deletierte Vakzine eingesetzt, so dass mit kommerziellen ELISA Testkits eine Differenzierung zwischen Feld- und Impfvirus erfolgen kann.
In Sachsen-Anhalt gilt bereits seit dem 1. April 2012 ein generelles Impfverbot gegen BHV-1.
In Niedersachsen wurde im Zuge der Endsanierung ein Impfverbot gegen BHV-1 ab dem 1. November 2014 erlassen. Die Entfernung der letzten BHV-1 Reagenten hat bis zum 1. Mai 2015 zu erfolgen.

## Bedeutung / Tierseuchenrechtliche Bestimmungen
Neben der respiratorischen Erkrankung, welche direkte wirtschaftliche Verluste wie Produktionsminderung, Behandlungskosten oder sogar Tierverluste bedingen kann, sind auch Fruchtbarkeitsstörungen von Bedeutung. Ein positiver BHV1-Status, egal ob durch Infektion oder durch Impfung, mindert den Handelswert von Zuchttieren erheblich.
IBR ist eine anzeigepflichtige Tierseuche. Ziel des Bekämpfungsprogramms (auf der Grundlage der BHV1-Verordnung – siehe Weblinks) ist die Schaffung von erregerfreien und seronegativen Rinderbeständen. Diesen Status haben derzeit Dänemark, Österreich, Finnland, Schweden und die Provinz Bozen in Italien. In Deutschland sind die Bundesländer Bayern und Sachsen-Anhalt bereits weit mit der BHV1-Sanierung fortgeschritten.
Die Schweizer Viehbestände litten im Jahre 1977 in massiver Weise unter IBR. Von 1993 bis 2020 galt das Land als IBR-frei. Im Dezember 2020 erfolgte der Nachweis von IBR bei einem Rind im Kanton Graubünden.

## Name „Buchstabenseuche“
Der Name Buchstabenseuche soll 1977 in der Schweiz von Landeshauptmann Johann Koch, Landwirtschaftsdirektor des Kantons Appenzell I.Rh., erfunden worden sein. Vor den versammelten Schweizer Landwirtschaftsdirektoren habe er den Namen der Seuche nicht korrekt aussprechen können, weshalb er kurzerhand meinte: «ääh, e wessids jo scho, ebe die Buechstabesüüch» (Ihr wisst ja schon, was ich meine, eben diese Buchstabenseuche). Der Begriff wurde von der Presse dankbar aufgenommen.